# Miłość, szmaragd i krokodyl (mixtape)
Uzasadnienie:  ten sam album 
Miłość, szmaragd i krokodyl – mixtape rapera donGURALesko, oraz producenta muzycznego Matheo. Jest trzecim tego typu albumem stworzonym wspólnie przez obu artystów. Wydawnictwo ukazało się 1 kwietnia 2019 roku nakładem wytwórni muzycznej Shpady, w dystrybucji Step Hurt.
Gościnie na płycie udzielili się Shellerini, Sitek, JWP, Kaczor, P.A.F.F. oraz DJ Frodo. Mixtape hostowany był przez stand-upera Łukasza "Lotka" Lodkowskiego oraz muzycznego youtubera, wydawcę, filantropa i właściciela marki odzieżowej Stoprocent Winiego.
Nagrania dotarły do 1. miejsca zestawienia OLiS i uzyskały status złotej płyty.

## Lista utworów
| Nr  | Tytuł utworu                          | Producent | Długość |
| --- | ------------------------------------- | --------- | ------- |
| 1.  | „Outro do intra”                      | Matheo    | 2:26    |
| 2.  | „Nalot”                               | Matheo    | 3:50    |
| 3.  | „Teraz”                               | Matheo    | 3:22    |
| 4.  | „Spitfire (gość. Shellerini)”         | Matheo    | 4:06    |
| 5.  | „Się na tym nie znam”                 | Matheo    | 2:59    |
| 6.  | „Ciuchy z Ameryki”                    | Matheo    | 4:35    |
| 7.  | „Lampart”                             | Matheo    | 4:07    |
| 8.  | „Co”                                  | Matheo    | 4:02    |
| 9.  | „Magic Boi”                           | Matheo    | 3:06    |
| 10. | „Normalnie (gość. Sitek)”             | Matheo    | 3:50    |
| 11. | „Palę dym walę płyn”                  | Matheo    | 5:00    |
| 12. | „Robię rap (gość. JWP)”               | Matheo    | 4:10    |
| 13. | „Muzyka miast – Matheo Remix”         | Matheo    | 4:22    |
| 14. | „Grunwaldzki walczyk (gość. Kaczor)”  | Matheo    | 2:49    |
| 15. | „O’Kruca – DJ Frodo Remix”            | DJ Frodo  | 2:17    |
| 16. | „Maniak lunatyk”                      | Matheo    | 3:57    |
| 17. | „Palę dym walę płyn – P.A.F.F. Remix” | P.A.F.F.  | 4:12    |
| 18. | „Intro do outra”                      | Matheo    | 0:22    |
|     |                                       |           | 1:03:32 |

## Twórcy
W nawiasach podano numery utworów.
| - donGURALesko – słowa, rap - Matheo – produkcja, aranżacje, rap - Marek Dulewicz – miksowanie, mastering - Niebieski Robi Kreski – ilustracje - Łukasz "Limps" Koniecko – skład okładki |  | - Shellerini – słowa, rap (4) - Sitek – słowa, rap (10) - JWP – słowa, rap (12) - Kaczor – słowa, rap (14) |  | - DJ Kostek – scratche - DJ Frodo – produkcja (15) - P.A.F.F. – produkcja (17) |

Nagrania zrealizowane zostały w Mania Studio w Koluszkach oraz MM Studio w Poznaniu.